# Bruttonationallycka
Bruttonationallycka, på engelska Gross National Happiness (GNH), är ett mått på det kollektiva välbefinnandet i en nation. GNH är ett alternativ till måttet Bruttonationalprodukt (BNP) som mäter nationens totala ekonomiska aktivitet och som möjlig materiellt välstånd och välfärd.

## Historik
Termen myntades på 1970-talet av Jigme Singye Wangchuck[källa behövs], den fjärde kungen av Bhutan. Konceptet, som färgar hela Bhutans ledning och uppbyggnad, innebär att en hållbar utveckling bör ta ett helhetsgrepp på föreställningar om framsteg och ge lika stor vikt vid icke-ekonomiska aspekter av välbefinnande. 
Samtliga länder i FN:s generalförsamling antog 2011 en resolution från Bhutan om välbefinnande som ett centralt utvecklingsmål för världen.

## Om begreppet
Begreppet GNH har ofta förklarats med sina fyra pelare goda styrelseformer, hållbar socioekonomisk utveckling, kulturellt bevarande och miljövård. På senare tid har de fyra pelarna har ytterligare delas in i nio områden, domäner, i syfte att skapa en bred förståelse för GNH och att återspegla den holistiska utbud av GNH värden. De nio domänerna är:
- levnadsstandard
- hälsa
- utbildning
- tidsanvändning
- god samhällsstyrning
- ekologisk mångfald och återhämtningsförmåga
- psykologiskt välbefinnande
- samhällsgemenskapens vitalitet
- kulturell mångfald och återhämtningsförmåga

Domänerna representerar var och en av komponenterna i välfärd de bhutanesiska folket , och begreppet "välfärd" avses här att uppfylla villkoren i ett "gott liv" enligt de värderingar och principer som fastställs av begreppet Gross National Happiness.

## Användning i andra länder
Enligt Göran Finnveden, professor i hållbar utveckling vid KTH, är frågan om att mäta framgång med andra värden än ekonomiska både känslig och nästan tabu. Enligt doktoranden Fredrik Björk är det möjligt att begreppet inte tagits på allvar i Sverige för att begreppet "happiness" översatt till "lycka" kan upplevas som lite ytligt. Men när man talar om "happiness" i sammanhang av bruttonationallycka avses egentligen något som ligger närmare "välbefinnande".